# عبدالفیاض مهرآیین

## زندگی‌نامه
الحاج عبدالفیاض مهرآیین برمکیان فرزند ملامحمد سلیم نویسنده، پژوهشگر، مترجم، روزنامه‌نگار و شاعر به تاریخ دهم اکتبر ۱۹۵۹ در دهکدهٔ عبدالملک برمکی در ولسؤالی (شهرستان) خرم و سارباغ ولایت سمنگان در یک خانوادهٔ متدین و اهل علم دیده به جهان گشوده‌است.
پدرش ملامحمد سلیم و پدر کلانش ملاسعید اداره و تدریس مدرسه، امامت جماعت، رهبری قوم و منطقهٔ شان را به صورت دوامدار از نسلهای پیشین شان به ارث گرفته و بیشترین با سوادان روستاهای خرم تا سه چهار دهه پیش آموزش خویش را از آنان فرا گرفته بودند شجرهٔ خانوادهٔ برمکیان به تبار مشهور تاجیک آل برمک می‌رسد که سده‌های متوالی بانی و متولی مزداکدهٔ نو بهار بلخ بودند آنان بعد از تشرف به دین مبین اسلام در دربارهای خلافت دمشق و بغداد سمت وزارت اعظم را داشته در ایجاد بیت الحکمه‌ها، دانشگاه‌ها، آبادانی شهرها، ترویج و توسعهٔ دانش، تشکل و رشد تمدن و ثقافت اسلامی نقش بزرگ و بنیادی ایفا نموده، در جودوسخا و ادب پروری معروف بوده و طی سده‌های طولانی به آنان مثل زده شده‌است. چنان‌که حضرت شاه نعمت‌الله ولی، عارف و شاعر مشهور قرن هشتم هجری می‌گوید:
آوازهٔ ما گرفت عالم - چون جودوسخای آل برمک
در عهد هارون الرشید خلیفهٔ نامور عباسی برمکیان چنان محبوب بودند که یحیی بزرگ آنان نخست‌وزیر (صدراعظم) بوده و فرزندان او محمد، فضل، جعفر، و غیره هر کدام مقامات بلند دولتی و فرمانروایی سرزمین‌های گسترده را داشتند و محبوبیت شان نزد خلیفه تا بدانجا بود که هارون الرشید جعفر برمکی را مانند برادر دوست داشت و خواهر زیبا و محبوبش «عباسه» را به حبالهٔ نکاح او درآورده بود البته بعدها به اثر سعایت معاندان هارون الرشید از ترس محبوبیت روزافزون برامکه به قتل بزرگان آنان اقدام کرد که بقیة السیف شان از جمله عبدالملک برمکی (فرزند جعفر برمکی و عباسهٔ عباسی واپس به بلخ بازگشته و در درهٔ خرم سمنگان و روستای برامک (برامغ) سینا شهرک (سانچارک) که از توابع بلخ بود اقامت گزیدند که امروز اکثر باشندگان آن دیار از اعقاب همان برمکیان استند.
آقای فیاض مهرآیین نیز از همان خانواده بوده، دانش‌دوستی و ادب پروری را از نیاکان به ارث گرفته‌است.

## تحصیلات
وی علوم دینی را نزد پدر و علمای روستای زادگاهش و آموزش رسمی را در دبستان خرم فرا گرفته و آموزشهای عالی را در انستیتوت نفت و گاز مزارشریف، دانشسرای علوم اجتماعی کابل و فرهنگستان علوم سیاسی بلغاریا به پایان رسانیده، یک دورهٔ کارشناسی ارشد را در دانشگاه پیام نور جمهوری اسلامی ایران، باری دیگر دورهٔ کارشناسی ارشد را از دانشگاه تجارتی جمهوری تاجیکستان در رشته علوم حقوق حقوق و اقتصاد به پایان رسانیده و برایش پیشنهاد ادامه فعالیت‌های علمی در سطح دکتورا ارائه گردیده‌است.

## وظایف
از سال (۱۳۵۹هـ- خ)، استاد انستیتوت نفت و گاز مزارشریف (۱۳۵۹–۱۳۶۱ هـ- خ) رئیس فرهنگ و آموزش کمیتهٔ ولایتی وقت که مسوولیت رهبری بخش‌های فرهنگی، معارف و امور دینی ولایت بلخ را به عهده داشت (۱۳۶۱–۱۳۶۴ هـ- خ)، والی سمنگان (۱۳۶۴–۱۳۶۶)، معاون اول کمیتهٔ ولایتی بلخ و متصدی رهبری امور فرهنگی، دینی و معارف ولایت بلخ و زون شمال (۱۳۶۶–۱۳۷۱ هـ- خ)، مهندس مطالعات علمی تفحص نفت و گاز شمال (۱۳۷۱)، معین اداری و ارگانهای محلی وزارت امور داخلهٔ دولت اسلامی افغانستان(۱۳۷۶–۱۳۸۰ هـ- خ) بوده‌است.
موصوف در طو ل سال‌های کار خویش، خدمات شایانی را به فرهنگ کشور به ویژه ولایت بلخ انجام داده‌است و در تأسیس انجمنهای نویسنده گان بلخ، اتحادیه‌های روشنفکران ایجاد گر، ژورنالیستان، کانون فرهنگی مولانا و روز نامه نگاران آریانا نقش فعال داشته عضو گروه‌های مؤسسان این نهادها بوده‌است. وی در دورهٔ حاکمیت جنبش طالبان، مدتی را در خارج به سربرده است.
مهرآیین در دوره‌های خدمتش به حیث متصدی امور فرهنگی بلخ و زون شمال ابتکارات مفیدی را برای توسعهٔ فرهنگی ولایت بلخ از جمله ایجاد نهضت بازسازی مکاتب به کمک موسسات دولتی و خصوصی به میان آورد که در نتیجه در سال‌های ۱۳۶۶ تا ۱۳۷۰ در حدود شصت باب مکتب در ولایت بلخ ترمیم یا جدیداً اعمار شدند وی عین برنامه را در سال‌های ۱۳۶۴ تا ۱۳۶۶ در ولایت سمنگان نیز به راه انداخته و در آنجا بود که به خاطر تحقق موفقیت‌آمیزٔ برنامه آشتی و مصالحهٔ ملی شهرت یافت و بارها تقدیر شد.

## کارکردهای مهم

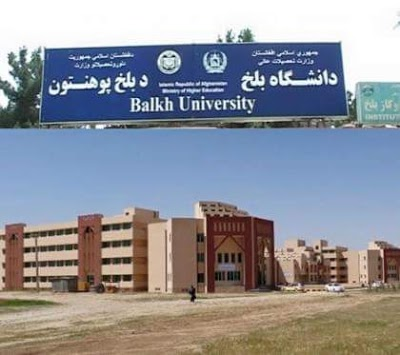

از کارهای ارزشمند مهرآیین ارایهٔ طرح ایجاد دانشگاه بلخ
به مقامات دولتی وقت در سال ۱۳۶۲ است که به این منظور در پای نامه یی که خود نوشته بود صدها امضا را جمع‌آوری و به مرکز فرستاد، در آن وقت به غیر از ننگرهار در هیچ ولایت دانشگاه وجود نداشت و تصور هم نمی‌شد که چنین نهاد در ولایات دیگر ایجاد شود، اما مهرآیین مبارزه اش را ادامه داد تا اینکه تحت ریاست وی کمیسون دولتی تأسیس دانشگاه بلخ با عضویت دکتر عبدالمجید نباتی معین وزارت تحصیلات عالی و فضل احمد شبگرد معاون اول والی بلخ در اواسط سال ۱۳۶۶ ایجاد شد و تا ختم همان سال با تلاش شبا روزی و مبتکرانهٔ شان زمینهٔ تأسیس و گشایش دانشگاه بلخ و دانشکدهٔ طب ابن سینای بلخی در شهر مزارشریف مساعد گردید در () حوت ۱۳۶۶ دانشگاه بلخ توسط کشتمند صدراعظم وقت طی یک محفل با شکوه افتتاح شدکه گردانندگی و سازماندهی آن را آقای فیاض مهرآیین به عهده داشت. در پذیریش و حمایت از این ابتکار آقای مهرآیین، چند تن از مقامات فرهنگی آن زمان به ویژه آقای نجم الدین کاویانی وکیل ولایت بلخ د رولسی جرگه، آقای کشتمند صدراعظم وقت و دکتر عبدالواحد سرابی وزیر تحصیلات عالی سهم جدی داشتند. خوشبختانه دانشگاه بلخ با همه دشواری‌ها در آن زمان ایجاد شد و سر آغازی برای تأسیس مؤسسات مشابه د رولایات دیگر گردید، در نتیجهٔ این خدمت تا امروز هزاران جوان ولایات شمال و حتی ولایات دیگر به تحصیلات عالی نایل آمده، و در راه ایجاد تعادل و ظرفیت بزرگ کادرهای ملی کشور گامهای سترگی برداشته شد.

## انتخابات سال ۲۰۰۴ میلادی
مهرآیین در سال ۱۳۸۳ هـ- خ در نخستین انتخابات ریاست جمهوری افغانستان، کاندیدای معاونیت ریاست جمهوری بود که تیم شان با کسب بیش از یک میلیون رأی مقام سوم را در سطح کشور به دست آورد.

## وظیفهٔ فعلی
وی در سال ۱۳۹۷ هـ- خ بعد از سپری نمودن موفقیت‌آمیز آزمون رقابتی اصلاحات اداری (CBR)، با کسب بلندترین نمره از میان ۸۱ تن به حیث رئیس مالی و اداری مقام ولایت بلخ برگزیده شد. و در ماه جدی سال ۱۳۹۹ بگونه تبدیلی به حیث رئیس مالی و اداری ولایت سمنگان برگزیده شد.

## کارهای فرهنگی
مهرآیین افزون بر سمتهای رسمی دولتی به حیث شخصیت فرهنگی در مجامع متعدد ملی و بین‌المللی شرکت ورزیده، عضو شورای مرکزی و دبیر کانون فرهنگی حکیم ناصر خسرو و گردانندهٔ نشریه‌ها و مجلات راه، ندای اسلام، صبح امید، راه ابریشم، حجت، رنا، و دیالوگ عضو هیئتهای تحریر نشریه‌های اندیشه، همبستگی، فرهنگ آریانا، به سوی آینده و غیره بوده‌است. وی در سمت ریاست دفتر مقام ولایت بلخ نیز به خدمات فرهنگی اش ادامه داده از جمله در نگارش سنگنبشته‌های آبدهٔ فرهیخته گان بلخ و بنای یاد بود حکیم فردوسی در شهر مزارشریف برگزاری و گرداننده گی مراسم با شکوه جشن‌های نوروزی در جوار آرامگاه شاه ولایتمآب حضرت علی (ک) در مزارشریف به ویژه سازماندهی نوروز ۱۳۸۸ هـ- خ (۵۶۸۸ آریایی جمشیدی) که اولین بار به شکل بین‌المللی تدویر یافت سهم اساسی داشته‌است.

## آثار فرهنگی
دو مجموعه از سروده‌های مهرآیین به نام‌های «آذریون» و «آیینهٔ مهره» و یک اثر پژوهشی به نام «ویژه گیهای ادبی کشف الاسرار» به چاپ رسیده، چندین اثر پژوهشی و علمی دیگر آماده چاپ دارد همچنان از موصوف صدها مقالهٔ علمی، ادبی و پژوهشی و سروده‌های گوناگون در مطبوعات داخلی و خارجی انتشار یافته‌است.

## سرچشمه‌ها
۱- دانشنامهٔ ادب فارسی (ادب فارسی در افغانستان) جلد سوم، سازمان چاپ و انتشارات وزارت فرهنگ و ارشاد اسلامی، چاپ دوم، بهار ۱۳۸۱ صص ۷۸۶ و ۱۱۹۷
۲- تاریخ ادبیات بلخ، تألیف صالح محمد خلیق، چاپ کابل، ص ۵۴۰
۳- مشاهیر سمنگان تألیف، محسن حسن.
۴- نکته‌های ادبی تفسیر کشف الاسرار، نشر انجمن نویسنده گان بلخ، نوروز ۱۳۸۸ هـ- خ
۵- کلکسیون ماهنامهٔ راه، نشریهٔ انجمن نویسنده گان بلخ، سال ۱۳۸۴ هـ- خ
۶- بلخ در سده‌های تاریخ، پوهندوی عبدالعزیز عظیمی، چاپ رسالت، شهر مزارشریف، ۱۳۸۶ هـ- خ، ص ۱۰۷
1. تاریخ آل برمک، چاپ آکادمی علوم جمهوری افغانستان
2. دایرة معارف آریانا

 بایگانی‌شده  در ۲۳ سپتامبر ۲۰۲۰ توسط Wayback Machine